# Ziekenhuis Netwerk Antwerpen

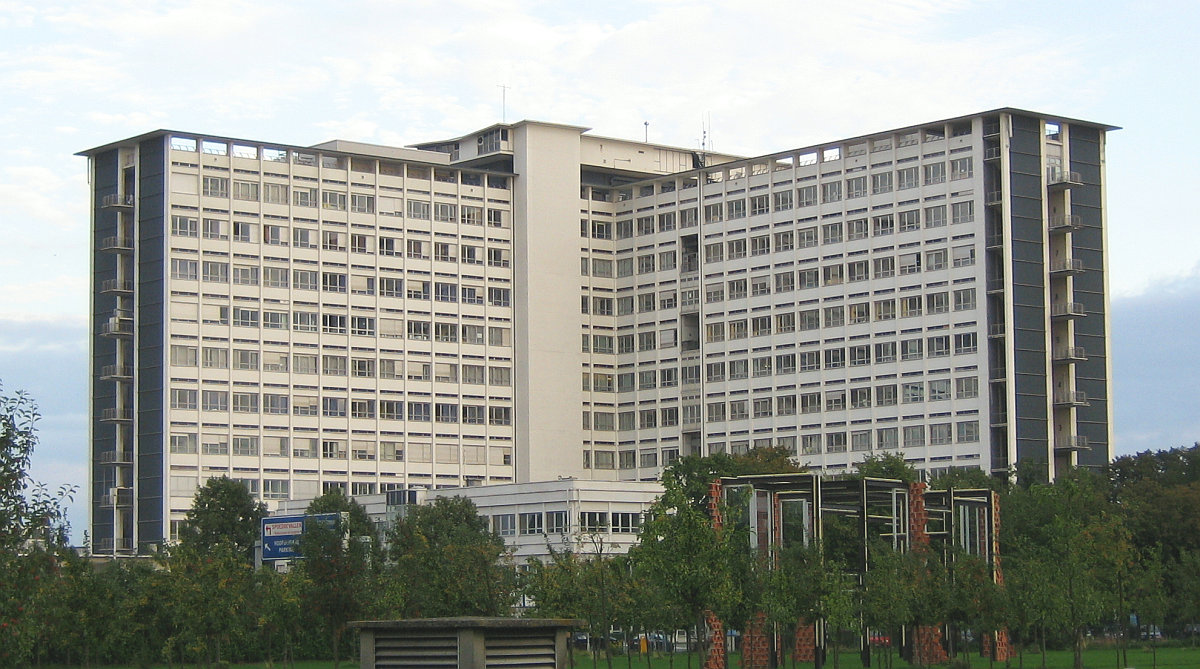
Het Middelheimziekenhuis, het grootste van de fusie ZNA

Het Ziekenhuis Netwerk Antwerpen (ZNA) was een fusie van 9 reeds bestaande ziekenhuizen, in de Belgische stad Antwerpen.
De fusie kwam tot stand in 2004 en telt 3 algemene en 6 gespecialiseerde ziekenhuizen, het grootste Belgisch fusieziekenhuis met 2.500 bedden. Het ZNA heeft een bereik van 1 miljoen inwoners in 32 fusiegemeenten. Over de verschillende campussen heen stelt het 7.000 mensen te werk waaronder 2.560 verpleegkundigen, 550 verzorgend personeel en 600 artsen. Zij staan in voor 75.000 ziekenhuisopnamen en 1 miljoen consultaties.
Sedert 1 december 2022 is Eddy Aerts CEO van Ziekenhuis Netwerk Antwerpen (ZNA). Hij nam de fakkel over van Wouter De Ploey, die sinds 1 oktober 2015 aan de top stond van deze ziekenhuisgroep.
Op 1 juli 2024 fuseerden Ziekenhuis Netwerk Antwerpen (ZNA) en GZA Ziekenhuizen samen tot een nieuwe ziekenhuisgroep: Ziekenhuis aan de Stroom (ZAS). Willeke Dijkhoffz, (huidig CEO van GZA Ziekenhuizen) wordt vanaf dan ook de CEO van deze ziekenhuisgroep.

## Ziekenhuizen
- Hoge Beuken - zorg voor oudere patiënten (geriatrie) en revalidatie, alsook Universitair Centrum voor Kinder- en Jeugdpsychiatrie - Hoboken
- Jan Palfijn - algemeen ziekenhuis - Merksem
- Koningin Paola Kinderziekenhuis - Antwerpen
- Middelheim - algemeen ziekenhuis - grootste ziekenhuis van de fusie - Antwerpen
- Psychiatrisch Ziekenhuis Stuivenberg - Antwerpen
- Sint-Elisabeth - revalidatieziekenhuis - Antwerpen
- Cadix - algemeen ziekenhuis - Antwerpen
- Sint-Erasmus - algemeen ziekenhuis - Borgerhout
- Universitaire Kinder- en Jeugdpsychiatrie - Antwerpen
- Joostens - woonzorgcentrum en psychogeriatrie - Zoersel

Stuivenberg en Sint-Erasmus vormen één entiteit, sedert de fusie in 2000.

## Nieuwbouw
In mei 2016 begon bij Park Spoor Noord de jarenlange bouw van een nieuwe, 65.000 m² grote campus, ZNA Cadix, bedoeld om het merendeel van de activiteiten van ZNA Stuivenberg alsook de activiteiten van ZNA Sint-Erasmus hierin te integreren. De verhuis en opening van ZNA Cadix vond plaats op maandag 18 september 2023. Wegens een stroompanne in Stuivenberg kort voordien werd de spoedafdeling al geopend op 8 september 2023.

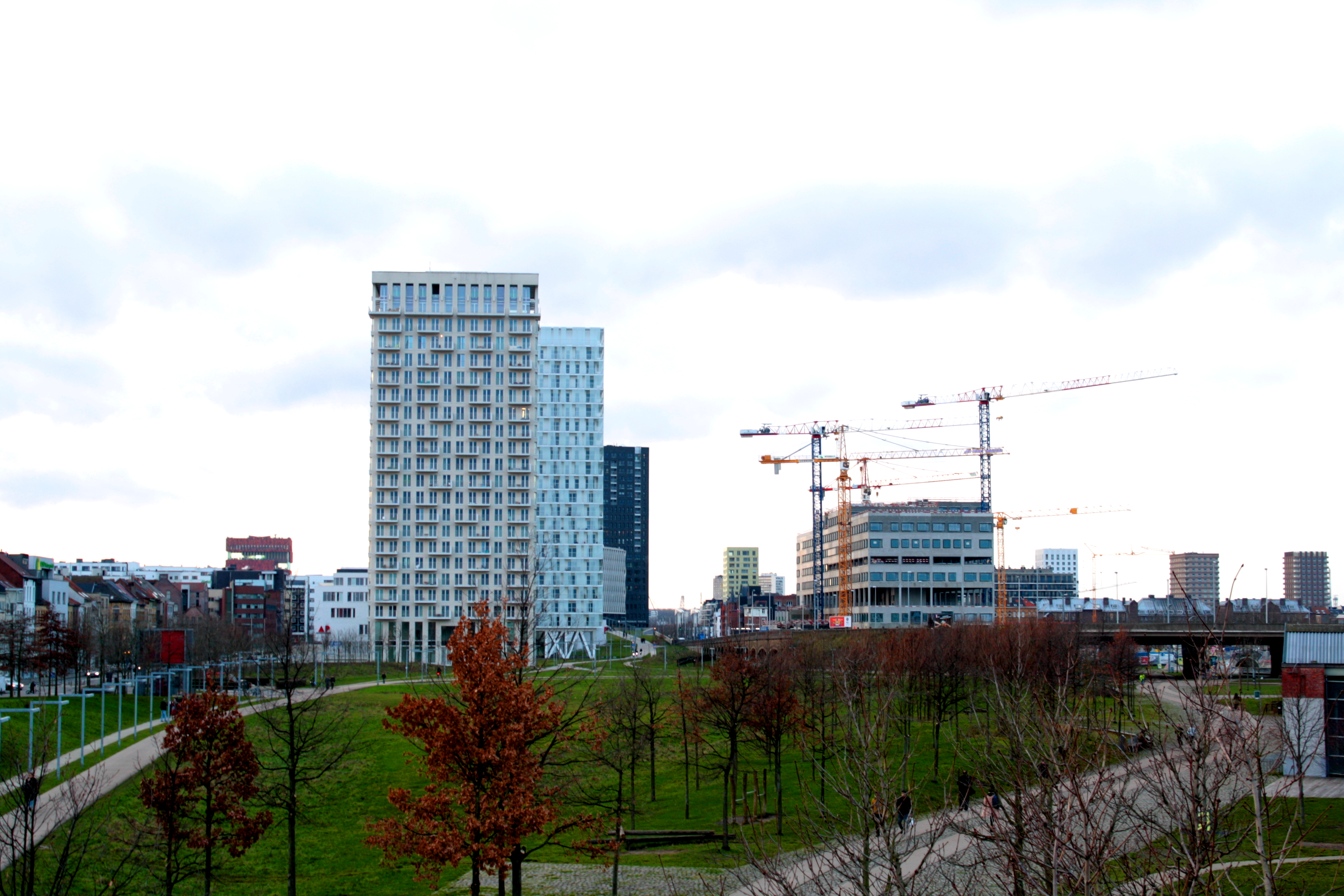
De Kop van Park Spoor Noord (postcode 2000) met ZNA Cadix in opbouw gezien vanaf het Viaduct-Dam (postcode 2060) op 26 December 2017
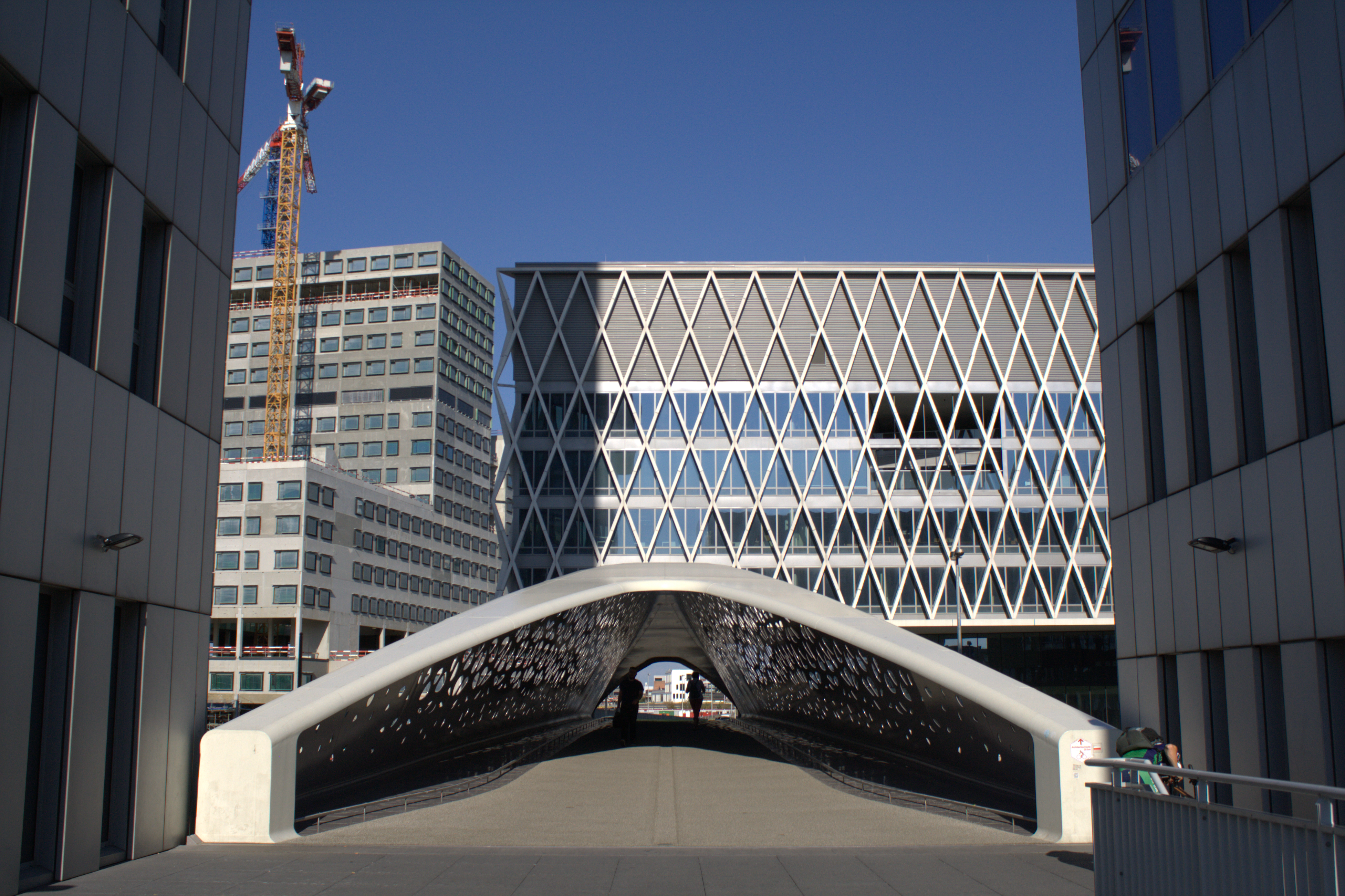
ZNA Cadix in opbouw (links, in de verte), AP Hogeschool Campus Noorderplaats (midden) vanaf de Parkbrug op 18 Augustus 2018.
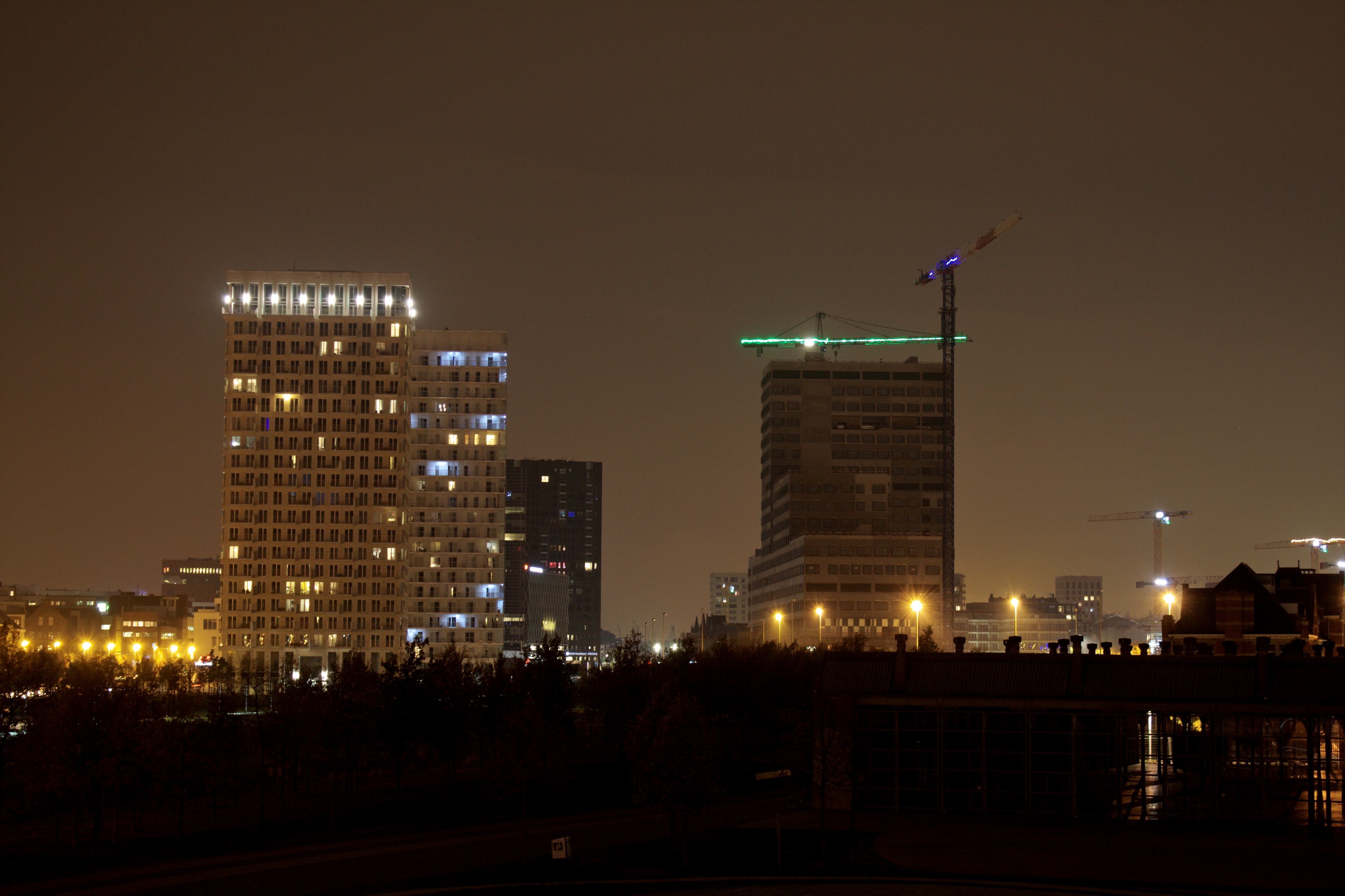
ZNA Cadix in opbouw (rechts), de Lichttoren (vooraan links), de Parktoren en het gebouw van FOD Financiën gezien vanaf Viaduct-Dam op 22 November 2018.
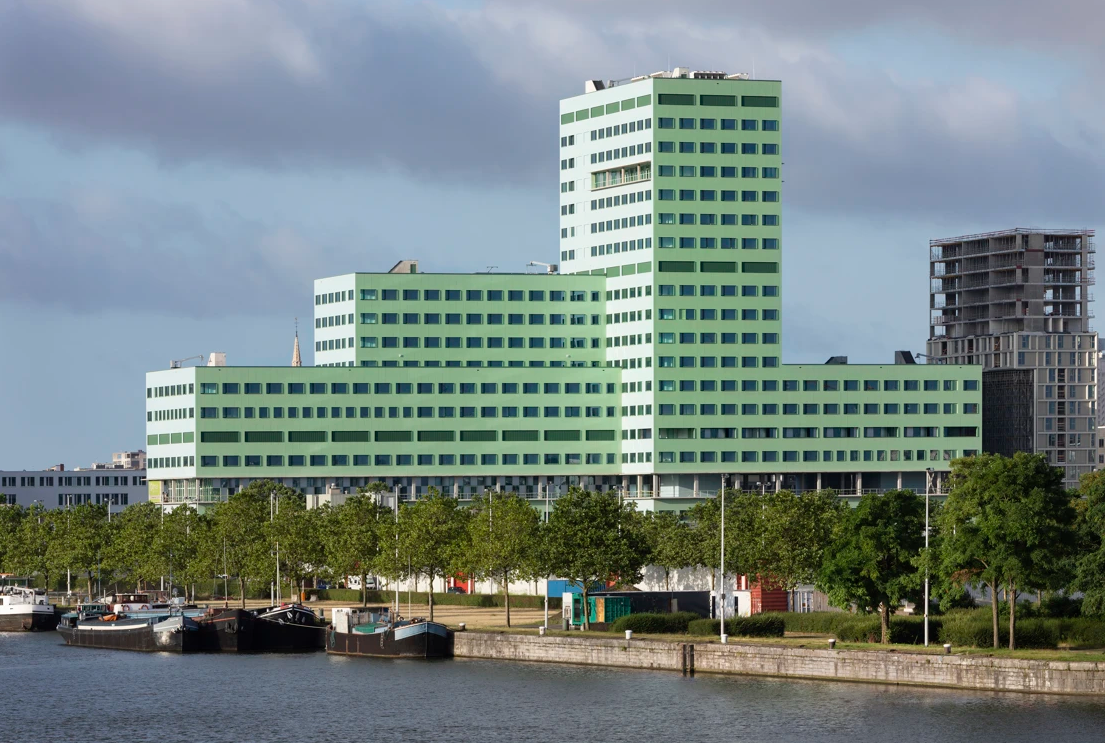
Gevel van ZNA Cadix.